# Haematomma flexuosum
Haematomma flexuosum är en lavart som beskrevs av Hillmann. Haematomma flexuosum ingår i släktet Haematomma och familjen Haematommataceae.   Inga underarter finns listade i Catalogue of Life.